# Vincent Branchet
 (janvier 2022).
Si vous disposez d'ouvrages ou d'articles de référence ou si vous connaissez des sites web de qualité traitant du thème abordé ici, merci de compléter l'article en donnant les références utiles à sa vérifiabilité et en les liant à la section « Notes et références ».
Vincent Branchet est un acteur français.

## Filmographie

### Cinéma
- 2017 : Déshabillé, de Valérie Mréjen
- 2010 : Smoking et trompette, de Raphaël Potier
- 2007 : Nos représailles, de Nicolas Briand
- 2006 : Antipersonnel, d'Éric Fesneau
- 2004 : La Ligne, de Darielle Tillon
- 2004 : L'Origine du monde, d'Érick Malabry
- 2004 : Illumination de Pascale Breton
- 2003 : Reflet de Cyrille Solovieff
- 2003 : L'Instant suivant de Catherine Dalfin
- 2002 : Au plus près du paradis de Tonie Marshall
- 2001 : À la vitesse d'un cheval au galop de Darielle Tillon
- 2001 : Le Destinataire de Cheng Xiaoxing
- 2001 : La Chambre des parents de Pascale Breton
- 2001 : Chaos de Coline Serreau
- 1999 : Sade de Benoît Jacquot
- 1998 : La Réserve de Pascale Breton
- 1998 : Plätze in Städten d'Angela Schanelec
- 1997 : F. est un salaud de Marcel Gisler

## Théâtre
- 2004 : Dompteur d'ombres, d'Itzuar Pascuale, mise en scène : Luis Jiménez
- 2001 : Paroles d'acteurs d'Anton Tchekhov, mise en scène : Niels Arestrup
- 2000 : Noces de sang, de Federico García Lorca, mise en scène : Victor Costa Andres
- 1998 : Bon anniversaire monsieur Tchekhov, d’après La Mouette d'Anton Tchekhov, adaptation et mise en scène de Jean-François Prévand
- 1998 : Le Songe d'une nuit d'été, de William Shakespeare, mise en scène : Jean-Claude Cotillard
- 1993 : Les Aventures de la villégiature de Carlo Goldoni, mise en scène : Philippe Perrussel
- 1989 : Peter Pan ou le Pays de nulle part de Jacqueline Gout, mise en scène : Jacqueline Gout

## Distinctions
Prix d'interprétation au Festival de Brive 2005 pour L'Origine du monde d'Erick Malabry et La Ligne de Darielle Tillon[réf. nécessaire]